# Jacopo Peri

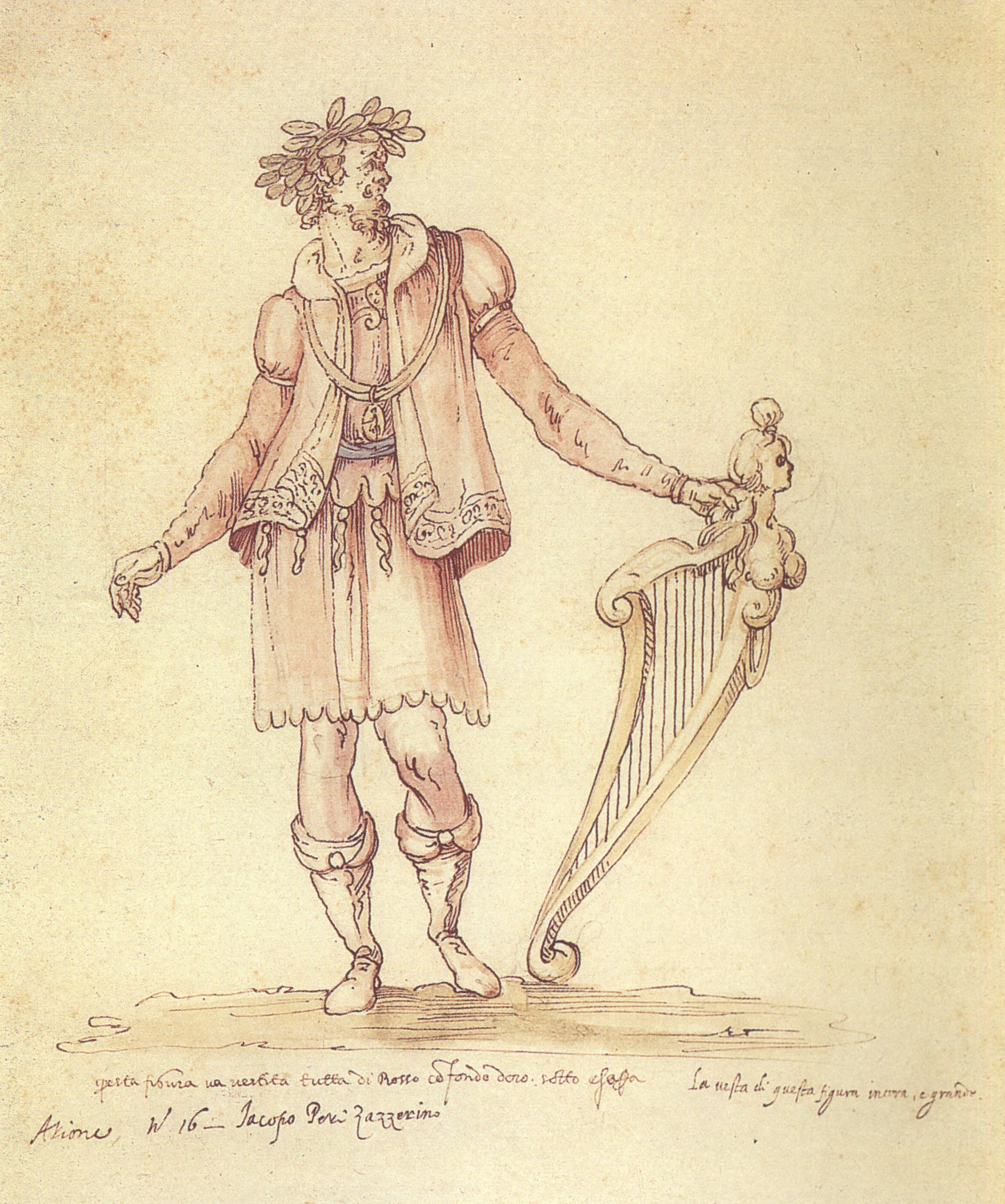
Jacopo Peri

Jacopo Peri (20 august 1561 – 12 august 1633) a fost un compozitor italian și cântăreț a perioadei de tranziție dintre stilurile renascentist si baroc , și este adesea numit inventator de operă . El a scris prima lucrare să fie numit un opera astazi , Dafne (în jur de 1597) , și , de asemenea, prima operă să fi supraviețuit până în ziua de azi , Euridice ( 1600) .
Peri s-a născut la Roma , dar a studiat la Florența cu Cristofano Malvezzi , și a continuat să lucreze într-un număr de biserici acolo , atât în calitate de organist și ca o cântăreață . Ulterior, el a început să lucreze în instanța de judecată Medici , în primul rând ca o cântăreață tenor și jucător tastatură , și mai târziu ca un compozitor . Lucrările timpurii lui erau muzică accidentale de piese de teatru , intermediară și madrigale .
În 1590 , Peri a devenit asociat cu Jacopo Corsi , patronul lider de muzică din Florența . Ei credeau că arta contemporană a fost inferior la lucrările grecești și romane clasice , și a decis să încerce să recreeze tragedia greacă , așa cum l-au înțeles . Munca lor a adăugat la cel al Camerata florentin din deceniul precedent , ceea ce a produs primele experimente în monodie , stilul piesa solo peste continuo bas , care în cele din urmă a dezvoltat în recitativ si aria . Peri și Corsi adus poetul Ottavio Rinuccini pentru a scrie un text , iar rezultatul , Dafne , deși în zilele noastre considerat a fi un drum lung de la nimic grecii ar fi recunoscut , este văzută ca primul lucru într-o nouă formă , Opera .
Rinuccini și Peri următorul colaborat pe Euridice . Aceasta a fost prima efectuată la 06 octombrie 1600 , la Palazzo Pitti . Spre deosebire de Dafne , a supraviețuit până în zilele noastre ( deși este greu de pus în scenă niciodată , iar apoi numai ca o curiozitate istorică ) . Lucrarea a făcut uz de recitative , o nouă evoluție care a trecut între arii și coruri și a servit pentru a muta acțiunea de-a lungul .
Peri a produs o serie de alte opere , de multe ori în colaborare cu alți compozitori ( cum ar fi La Flora cu Marco da Gagliano ) , și a scris , de asemenea, o serie de alte piese pentru diverse spectacole de judecată . Puțini dintre piesele sale sunt încă jucate astăzi , și chiar în momentul morții sale stilul său de operă se uita mai degrabă de modă veche , în comparație cu activitatea de compozitori reformiste relativ mai mici , cum ar fi Claudio Monteverdi . Influența Peri asupra acestor compozitori de mai târziu , cu toate acestea , a fost mare .